# Nissan Rasheen
Nissan Rasheen — кроссовер, производившийся компанией Nissan с декабря 1994 года по август 2000 года. Является предшественником Nissan X-Trail. Прототип впервые был представлен в октябре 1993 года на Токийском автосалоне. Построен на платформе автомобиля Nissan Sunny и по сути является универсалом повышенной проходимости.
Первые автомобили комплектовались только двигателем GA15DE (1,5 литра, бензин, рядный, 4 цилиндра), позже, в 1997 году, добавилось ещё два мотора: 1,8-литровый SR18DE и 2,0-литровый SR20DE. Механической коробкой передач комплектовались машины с 1,5-литровым GA15DE (автоматическая для них так же был доступен). Версии Rasheen с 1,8 и 2-литровыми моторами выпускались только с 4-ступенчатой автоматической коробкой.

## Технические характеристики
Ниже в таблице показаны характеристики автомобиля.
| Технические характеристики автомобиля Nissan Rasheen | Технические характеристики автомобиля Nissan Rasheen |
| ---------------------------------------------------- | ---------------------------------------------------- |
| Радиус (диаметр) разворота, м                        | 5,2 (10,4)                                           |
| Привод                                               | Постоянный полный, с жидкостными муфтами             |
| Передняя/задняя подвеска                             | Независимая на стойках/продольные рычаги             |
| Передние тормоза                                     | Дисковые, вентилируемые                              |
| Задние тормоза                                       | Дисковые                                             |
| Усилитель руля                                       | Гидравлический                                       |

## Галерея

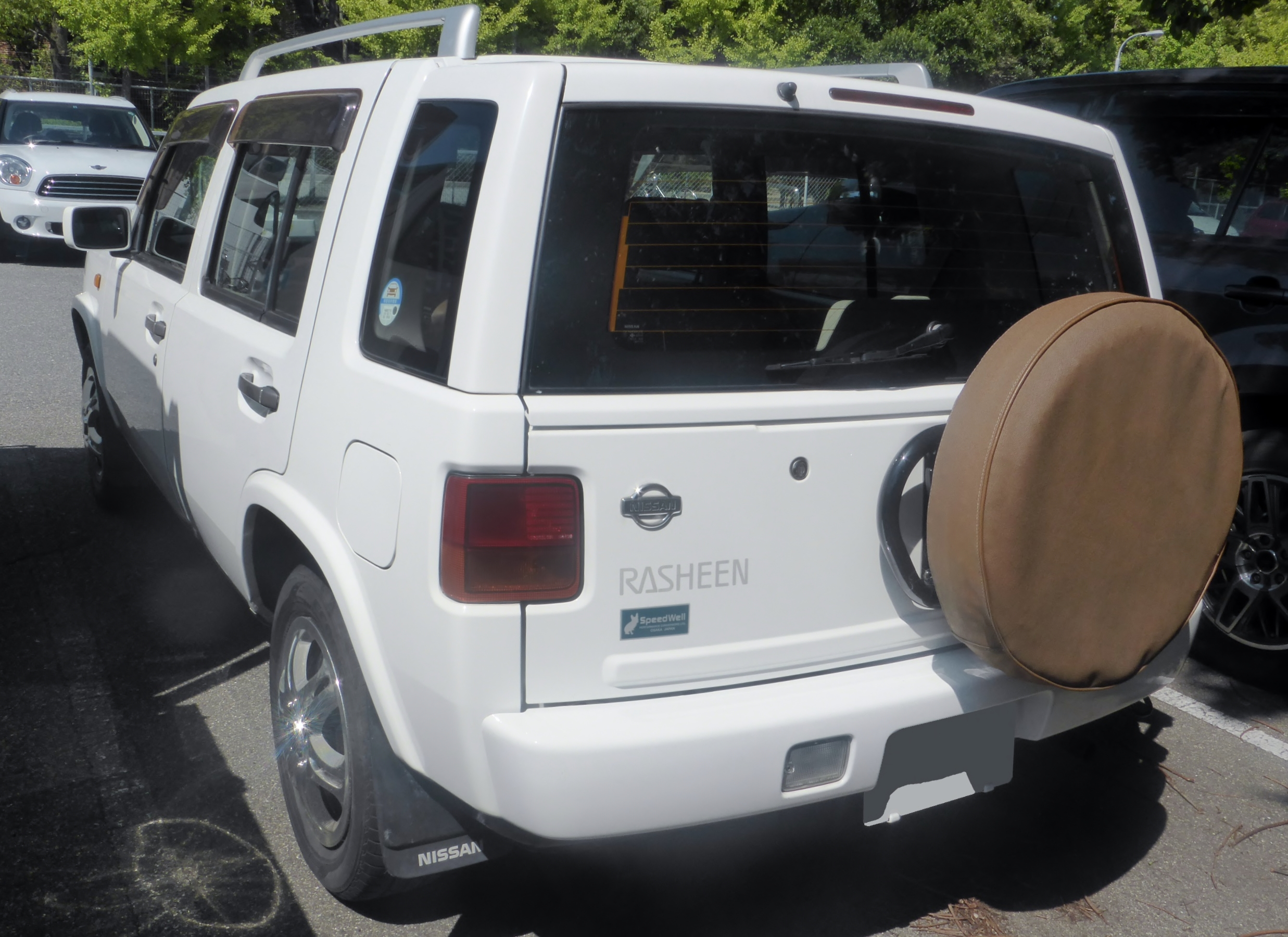
Вид сзади
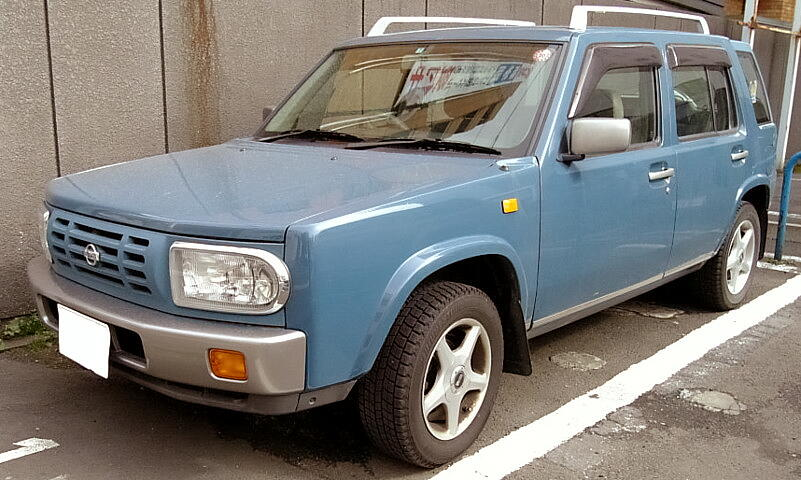
1994—1997
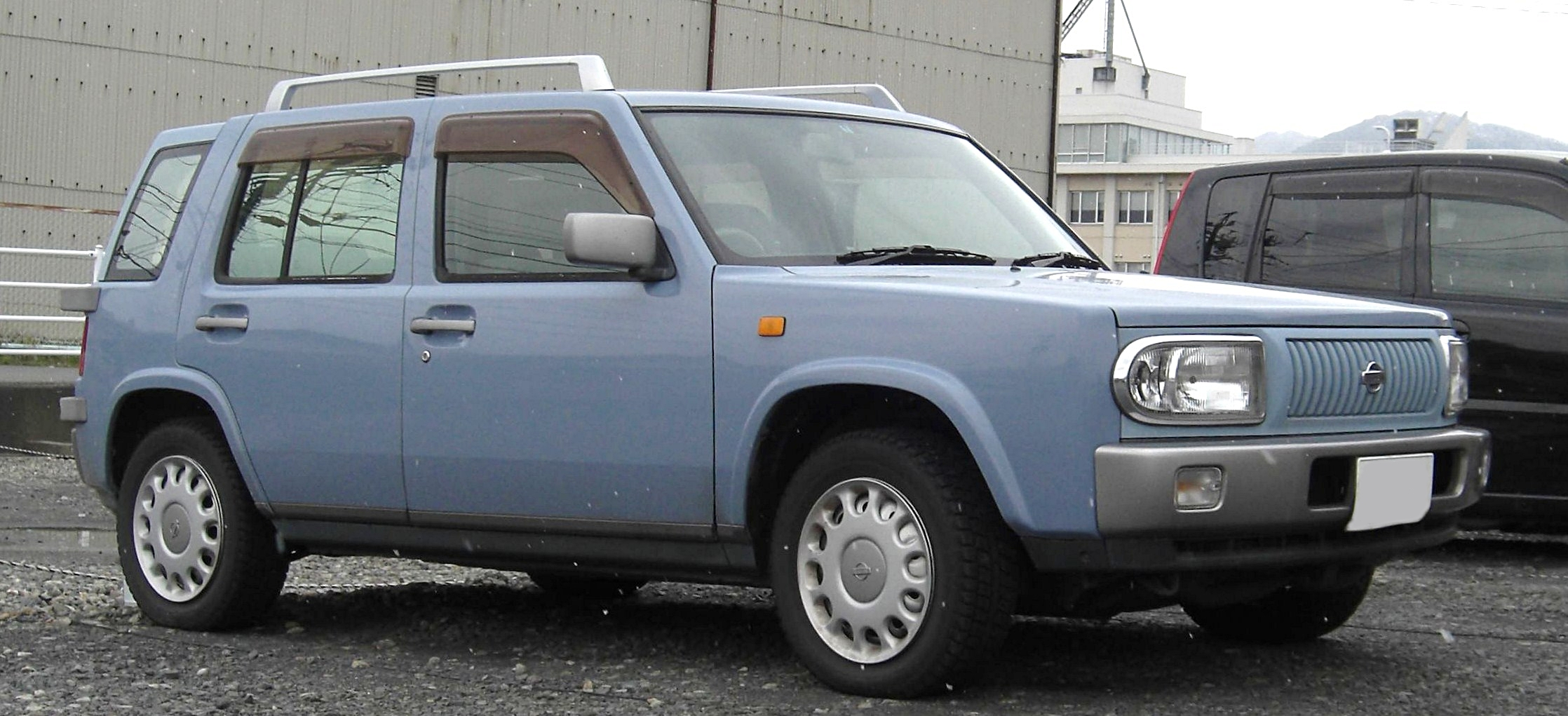
1997—2000

## Факты
- Название автомобиля чем-то напоминает название России по-английски (Russia), но по одной из версий Rasheen переводится как «стрелка компаса».